# Arnim Zola
Arnim Zola è un personaggio immaginario dei fumetti creato da Jack Kirby (testi e disegni) pubblicato dalla Marvel Comics. La sua prima apparizione avviene in Captain America and the Falcon (vol. 1) n. 208 (aprile 1977).
Il dottor Zola è un macabro personaggio dal corpo robotico con un grosso schermo sul petto dove appare l'immagine del suo volto. Malvagio genio della genetica capace di creare in laboratorio creature mostruose manipolando il DNA degli esseri viventi, a differenza di altri supercriminali affronta raramente i propri nemici a viso aperto, preferendo rimanere dietro le quinte a tramare nell'ombra.
Nell'immaginario dell'universo Marvel, grazie ad Arnim Zola, Adolf Hitler è riuscito a sopravvivere fino all'epoca odierna nei panni del Seminatore d'odio.

## Biografia del personaggio

### Primi anni
Nato a Monte Weissmies, Svizzera, sul finire dell'ottocento, il geniale biochimico Arnim Zola diviene, nel corso della seconda guerra mondiale, una delle più spietate e brillanti menti al servizio del Terzo Reich nonché, dopo aver ritrovato alcuni documenti dei Devianti, il primo essere umano nella storia a compiere esperimenti nel campo dell'ingegneria genetica.
Una delle sue principali creazioni è una macchina capace di replicare un tracciato cerebrale umano impiantandolo in un corpo clonato, cosa che permette a Adolf Hitler di sopravvivere alla guerra divenendo il Seminatore d'odio e a Zola di trapiantare il proprio cervello in un androide con un grosso schermo sul petto nel quale compare il suo volto; aspetto grottesco e inumano che gli ha permesso di vincere lo scorrere del tempo rendendosi "immortale".
Lo scienziato collabora successivamente con il Teschio Rosso, principale finanziatore dei suoi mostruosi esperimenti, dando vita ad esseri come Primus, Doughboy e un uomo-pesce nella giungla del Centro America mentre, in collaborazione col Barone Zemo, trasforma un ragazzo di colore nell'orribile uomo-topo Vermin, avversario ricorrente di Capitan America e dell'Uomo Ragno. Dopo i disordini causati da Onslaught, Zola rapisce una serie di adolescenti tra le macerie di New York e li sottopone a esperimenti genetici, una di essi sopravvive divenendo Jolt.
Il genetista svolge in seguito un nuovo esperimento unificando i DNA di Basilisk, Ben e May Parker, Bird-Man, Bucky, Cheetah, Cyclone, Gwen Stacy, Kangaroo, Mirage, Porcospino, Red Raven, Ringer, 5 dei Sette di Salem, Turner D. Century e Trottola in un esercito di supersoldati sconfitti poi da Deadpool. Quando il gas che mantiene giovane il Teschio Rosso termina il suo effetto inoltre, Zola clona Capitan America per impiantare in un corpo da supersoldato la coscienza del folle nazista.
Arnim Zola ricompare poi come uno dei nove geni supercriminali contattati dalla Bestia degli X-Men per invertire gli effetti della Decimazione.

### Civil War
Nell'immediato seguito della guerra civile dei superumani, Zola aiuta il Teschio Rosso a separare la propria coscienza dal corpo di Aleksander Lukin, nel mentre dell'operazione tuttavia, la loro base viene attaccata da una squadra dello S.H.I.E.L.D. guidata dalla Vedova Nera e da Falcon. Nello scontro che ne segue Teschio Rosso rimane bloccato in un corpo robotico simile a quello di Zola, mentre lo scienziato viene apparentemente ucciso dal Gran Direttore. Sopravvissuto trasferendo la sua mente in un nuovo corpo meccanico, Zola si riunisce poi al Teschio e congiura col Dottor Destino per rapire Sharon Carter e riportare nel presente Capitan America, in realtà rimasto bloccato nel continuum spazio-temporale. Il suo piano di trasferire la coscienza del suo capo nel corpo del Capitano tuttavia fallisce nel momento in cui questi riesce a espellerla; di conseguenza Zola è costretto a fuggire.

### Dimensione Z
Rifugiatosi in una realtà parallela denominata "Dimensione Z", dove lo scorrere del tempo è maggiore che sulla Terra, Zola diviene il dominatore del mondo in testa ad un esercito di creature mostruose di sua creazione, inoltre si crea due "figli" geneticamente modificati: Ian e Jet. Quando Capitan America lo raggiunge nella suddetta dimensione, soccorre il piccolo Ian e lo cresce come figlio proprio finché non diviene abbastanza grande da guidare assieme a lui un movimento di rivolta contro la dittatura di Zola. Nel corso della battaglia che ne segue Ian perde la vita e Capitan America torna sulla Terra assieme alla redenta Jet, che tempo dopo affronta il "padre", a sua volta fuggito dalla Dimensione Z, insieme a Falcon distruggendo la sua fortezza volante.

## Poteri e abilità
Arnim Zola è uno dei più grandi geni di biochimica della Terra, specializzato in genetica e clonazione. Egli non solo è capace di creare cloni perfetti di qualsiasi essere vivente, ma addirittura può dar vita a mostri disumani condizionati per obbedire al suo volere.
La sua più grande opera è stata forse quella eseguita su se stesso: egli ha impiantato la sua mente in un corpo meccanico senza testa con uno schermo olografico sul torso in cui viene proiettata l'immagine della sua faccia; tale corpo da androide, oltre a conferirgli maggior forza e resistenza, è sormontato da un dispositivo chiamato "Scatola ESP", che gli conferisce limitati poteri di controllo mentale nonché la capacità di emettere scariche d'energia auto-difensive. Se il suo corpo meccanico viene in qualche modo danneggiato o distrutto, la coscienza di Zola è trasferita automaticamente all'interno di un altro corpo analogo, cosa che gli conferisce una virtuale immortalità.

## Altre versioni

### Marvel Zombi
Nella realtà di Marvel Zombi, Zola è in un gruppo di zombie nazisti distrutti da Dum Dum Dugan con una bomba atomica.

### Ultimate
Nell'universo Ultimate Arnim Zola è un perverso genio nazista sconfitto da Capitan America durante la seconda guerra mondiale il cui cervello viene clonato e ibernato dagli scienziati del O.S.S. (Office of Strategic Services) allo scopo di creare nuovi supersoldati. Divenuto un'intelligenza artificiale, Zola torna tormentare il Capitano dopo la battaglia tra gli Ultimates e i Liberatori, allo scopo di trasferire la sua mente nel corpo del supersoldato, che riesce tuttavia a sconfiggerlo grazie all'aiuto dell'agente S.H.I.E.L.D. Sam Wilson/Falcon.

## Altri media

### Marvel Cinematic Universe
Nel franchise del Marvel Cinematic Universe, il dottor Arnim Zola è interpretato da Toby Jones. In tale versione lo scienziato è membro dell'HYDRA nonché braccio destro del Teschio Rosso durante la seconda guerra mondiale, e antagonista secondario del primo film di Capitan America.
- In Captain America - Il primo Vendicatore (2011) Zola costruisce per il malvagio Teschio Rosso numerose armi alimentate dall'energia del Tesseract ma viene infine catturato dalla Strategic Scientific Reserve (SSR) e imprigionato.
- In Captain America: The Winter Soldier (2014) si scopre che, dopo la cattura, Zola, fingendo di accettare di collaborare con lo S.H.I.E.L.D., aiuta l'HYDRA ad infiltrarvisi; successivamente, in seguito alla diagnosi di una malattia incurabile, trasla la propria mente in un computer divenendo un'intelligenza artificiale, collegata a tutti i sistemi informatici del mondo.
- Arnim Zola ha un cameo nell'ultimo episodio della prima stagione della serie televisiva Agent Carter (2015).
- Il personaggio compare anche in tre episodi della prima serie animata dell'MCU What If...? (2021).

### Televisione
- Nel film televisivo Nick Fury (Nick Fury: Agent of S.H.I.E.L.D.), del 1998, Zola è interpretato da Peter Haworth. In tale versione egli è un anziano scienziato nazista dalla salute cagionevole confinato su una sedia a rotelle.
- Una versione giovane di Arnim Zola compare in un episodio della serie animata Super Hero Squad Show.
- Il personaggio compare nella serie animata Avengers - I più potenti eroi della Terra.
- Zola compare in due episodi della serie animata Ultimate Spider-Man.

### Videogiochi
- Arnim Zola è il principale antagonista del videogioco Captain America: Il super soldato.
- Zola è un personaggio di Marvel: Avengers Alliance.
- In LEGO Marvel Super Heroes e LEGO Marvel Super Heroes 2 il personaggio è presente mentre sia in versione classica e Captain America: Il primo Vendicatore sono presenti in LEGO Marvel's Avengers.